# 直積順序
数学において、二つの順序集合 A と B が与えられたとき、そのデカルト積 A × B に対して、一つの半順序を以下のように導入することが出来る。
A × B 内の与えられた二つのペア (a1,b1) および (a2,b2) に対して、a1 ≤ a2 および 
b1 ≤ b2 が成り立つとき、そしてそのときに限り
(a1,b1)  ≤ (a2,b2)
と定義する。
この順序は直積順序（ちょくせきじゅんじょ、英: product order）と呼ばれる。A × B 上の他の順序として、辞書式順序がある。
直積順序を伴うデカルト積は、単調函数を射とする半順序集合の圏における積である。